# Womance

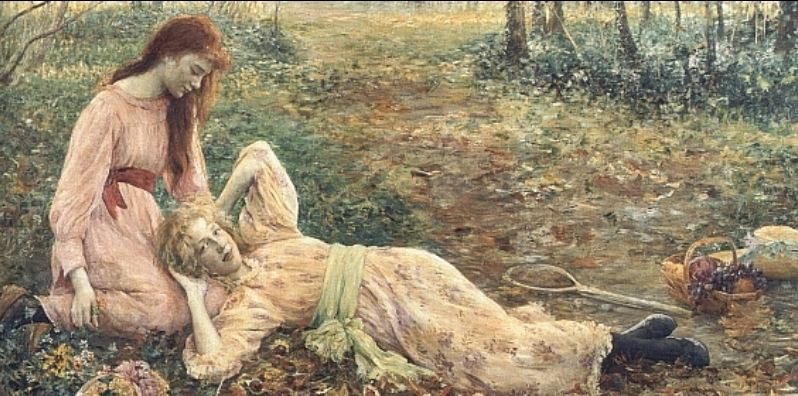
Cuadro con dos chicas realizado por Louise Catherine Breslau el 1902.

Un womance, o sismance, es una estrecha relación no-sexual entre dos (o más) mujeres, una forma de intimidad homosocial. La palabra es el equivalente femenino de un bromance, siendo un acrónimo de palabras de mujer y romance en inglés.

## Cultura popular
Ejemplos de womances en la cultura popular incluye películas como Thelma & Louise, Muriel's Wedding, Romy and Michele's High School Reunion y Bridesmaids, como también la serie Laverne & Shirley.
La nueva película australiana Jucy es considerada una comedia "womantica."
la serie Dc super hero girls (2019) tiene tintes y elementos que se pueden considerar "womantico" (no lésbico)